# Tereza Tobiášová
Tereza Tobiášová (* 10. April 1974 in Brünn) ist eine tschechische Volleyball- und Beachvolleyballspielerin.

## Karriere Beach
Tobiášová spielte 1997 ihre ersten internationalen Turniere mit Martina Hudcová. Die beiden Tschechinnen belegten bei den Weltmeisterschaften 1997 in Los Angeles und 1999 in Marseille die Plätze 17 und 25. Bei der Europameisterschaft 1999 wurden sie Neunte. Nachdem sie das Ergebnis im nächsten Jahr in Getxo wiederholt hatten, nahmen sie am olympischen Turnier in Sydney teil, wo sie jedoch mit zwei Niederlagen gegen das US-Duo May/McPeak und die Griechinnen Karadassiou/Sfyri früh ausschieden. Anschließend trennten sie sich.
Tobiášová spielte in den nächsten beiden Jahren mit Marika Těknědžjanová und erreichte bei der WM 2001 in Klagenfurt nach der Niederlage gegen die US-Amerikanerinnen Masakayan/DeNecochea den 17. Platz. Im gleichen Jahr trafen sie bei der EM in Jesolo auf drei deutsche Duos. Nach dem 1:2 in der Hauptrunde gegen Friedrichsen/Müsch gab es im ersten Spiel der Verliererrunde einen Sieg gegen Kaup/Pavlicek, bevor die Tschechinnen im Tiebreak gegen Ahmann/Schmidt unterlagen. 2002 in Basel erreichten sie die dritte Runde gegen ihre Landsleute Celbová/Nováková und mussten sich in der Verliererrunde ebenfalls nach drei Sätzen den Norwegerinnen Glesnes/Maaseide geschlagen geben.
Drei Jahre später wurde Tobiášová mit ihrer neuen Partnerin Šárka Nakládalová Neunte bei der Europameisterschaft 2005. Das nächste europäische Turnier 2006 in Den Haag endete für sie erst eine Runde vor dem Halbfinale; durch die Niederlage gegen die Niederländerinnen Kadijk/Mooren wurde sie Fünfte. Seit 2008 spielt sie mit Soňa Nováková-Dosoudilová. Das Duo belegte beim Klagenfurter Grand Slam und beim Open-Turnier in Mysłowice die Plätze fünf und vier, konnte sich aber bisher für keine Europameisterschaft qualifizieren. Bei der WM 2011 in Rom kamen Tobiášová/Nováková in die erste Hauptrunde und verloren in drei Sätzen gegen die Brasilianerinnen Talita/Antonelli.

## Karriere Halle
Tereza Tobiášová war auch in der Halle aktiv. Sie nahm 2010 mit der tschechischen Nationalmannschaft an der Weltmeisterschaft in Japan teil und spielte in der tschechischen Liga für den VK Královo Pole in Brünn.